# Effie Gray
Euphemia Chalmers Millais, Lady Millais (apellido de soltera Gray), conocida como Effie Gray, Effie Ruskin o Effie Millais (Perth, 7 de mayo de 1828 – 23 de diciembre de 1897) fue una modelo y pintora, que estuvo casada con el crítico John Ruskin. Dejó a su marido sin haber consumado su matrimonio y, después de anularlo, se casó con su protegido, el pintor prerrafaelita John Everett Millais. Este famoso triángulo amoroso "victoriano" ha sido dramatizado en teatro, películas y una ópera.

## Relación con Ruskin y Millais

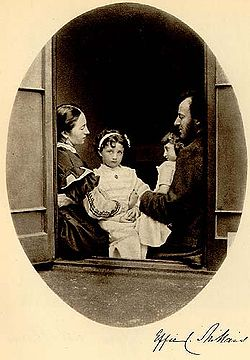
Álbum Fotográfico de Lewis Carroll (21 de julio de 1865). Aparecen Effie Gray, John Everett Millais, y sus hijas Effie y Mary en el n.º 7 de Cromwell Place. Firmado: "Effie C. Millais".

Effie Gray, conocida por el sobrenombre familiar de "Phemy", nació en Perth, Escocia, y vivió en Bowerswell, la casa donde el abuelo de Ruskin se había suicidado. Su familia conocía al padre de Ruskin, quién propició un encuentro entre ellos. Ruskin escribió la novela fantástica titulada The King of the Golden River para ella en 1841, cuando Effie tenía doce años. Después de su matrimonio en 1848, viajaron a Venecia donde Ruskin trabajaba para completar su obra The Stones of Venice. Sus diferentes personalidades evidencian enseguida sus prioridades contrapuestas. Para Effie, Venecia era una oportunidad para mantener relaciones sociales, mientras que Ruskin estuvo concentrado en sus estudios en solitario. En particular, focalizó sus dibujos en La Ca' d'Oro y en el  Palacio Ducal de Venecia, porque temía que pudieran ser destruidos por las tropas de ocupación austríacas. Un oficial de estas tropas, el teniente Charles Paulizza, trabó amistad con Effie, aparentemente sin objeción de Ruskin. El hermano de Effie, entre otros, más tarde declaró que Ruskin intencionadamente animaba esta amistad para comprometerla, y tener una excusa para separarse.
Cuando conoció a Millais cinco años más tarde, Effie todavía era virgen, pues Ruskin había aplazado persistentemente consumar el matrimonio. Sus razones no están claras, pero al parecer implicaban un sentimiento de "asco" por algún aspecto del cuerpo de su mujer. Tanto es así, que Effie escribío posteriormente a su padre diciéndole que:

" Él alegó varias razones, aversión a los niños, motivos religiosos, un deseo de preservar mi belleza, y, finalmente este último año, me confesó su verdadera razón... que las mujeres que él había imaginado eran bastante diferentes a como veía que yo era, y que la razón para no hacerme su mujer era porque sentía repugnancia hacia mi persona desde el anochecer del 10 de abril."

Ruskin confirmó estos hechos cuando declaró ante su abogado durante el procedimiento de anulación que: "Puede parecer extraño que yo sea capaz de abstenerme de una mujer que a la mayoría de las personas les parece atractiva. Pero aunque su cara era bonita, su persona no estaba formada para excitar la pasión. Al contrario, había ciertas circunstancias en su persona que justificaban esta afirmación por completo." Las razones para el asco de Ruskin respecto a "las circunstancias en su persona" se desconocen. Varias sugerencias han sido hechas, incluyendo la repulsión por su vello púbico, o por la sangre menstrual. Pero Robert Brownell, en su análisis titulado Matrimonio de Inconveniencia, argumenta que las dificultades de Ruskin con el matrimonio eran financieras, relacionadas con las preocupaciones concernientes a Effie y su menos rica familia intentando apropiarse de su considerable fortuna.

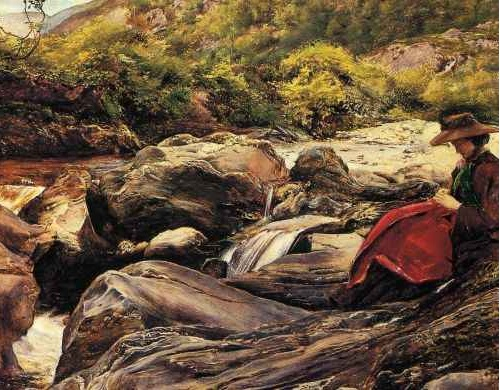
Effie en Glenfinlas, boceto de Millais.

Mientras estaba casada con Ruskin, Effie sirvió de modelo para el cuadro de Millais titulado The Order of Release (La Orden de Liberación), en el que aparece como la mujer leal de un rebelde escocés a quién han comunicado su liberación de la cárcel. Es entonces cuando Effie empieza a acercarse a Millais, acompañándole en un viaje a Escocia para pintar un retrato de Ruskin según los principios artísticos del crítico. Se enamoraron durante este tiempo compartido en Brig o' Turk, en los Trossachs de Escocia. Mientras trabajaba en el retrato, Millais hizo muchos dibujos y bocetos de Effie. También enviaba a sus amigos historietas humorísticas protagonizadas por los tres. Effie copiaba algunos de sus trabajos.
Después de su regreso a Londres, abandonó a Ruskin, con el pretexto de visitar a su familia. Le devolvió su anillo de boda con una nota en la que le anunciaba su intención de solicitar la anulación de su matrimonio. Con el soporte de su familia y de unos cuantos amigos influyentes, consigue la anulación en 1854, causando un escándalo público importante. En 1855, se casó con John Millais, con el que tuvo ocho hijos: Everett, nacido en 1856; George, nacido en 1857; Effie, nacida en 1858; Mary, nacida en 1860; Alice, nacida en 1862; Geoffroy, nacido en 1863; John en 1865; y Sophie en 1868. Su hijo más joven, John Guille Millais, fue un notable dibujante de aves y jardinero. Effie también sirvió de modelo para un buen número de los trabajos de su marido, especialmente en Peace Concluded (1856), en el que la idealiza como un icono de belleza y fertilidad.
Cuando posteriormente Ruskin intentó comprometerse con una chica adolescente, Rose La Touche, los preocupados padres de Rose escribieron a Gray preguntándole sobre su anterior matrimonio. Les respondió describiendo a Ruskin como un marido opresivo. El compromiso fue rechazado.

## Influencia en Millais

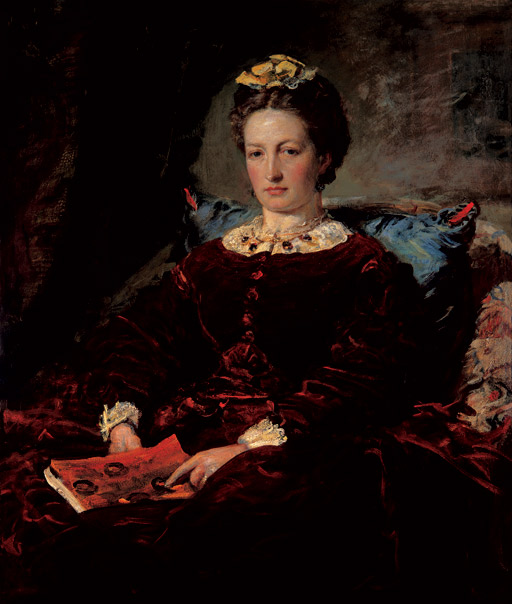
Gray de mediana edad, pintada por Millais. Está sujetando una copia del Cornhill Magazine.

Después de su matrimonio, Millais empezó a pintar en un estilo más amplio, condenado por Ruskin como una "catástrofe". El matrimonio le había dado una gran familia que mantener, viéndose impelido a realizar trabajos menos académicos y mejor remunerados, para poder mantener el intenso estilo de vida social de su esposa. Aun así, no hay ninguna evidencia de que ella conscientemente le presionara en este sentido, aunque fue una directora eficaz de su carrera y a menudo colaboraban para escoger los temas de sus pinturas. En su diario queda reflejada su alta consideración por el arte de su marido, y el estilo Pre-Rafaelista de sus trabajos sigue siendo reconocible varios años después de su boda.
Millais finalmente abandonó su obsesión Pre-Rafaelista con el detalle y empezó a pintar en un estilo más suelto, que le permitía producir más pinturas en el mismo tiempo y con menor esfuerzo. Muchos cuadros estaban inspirados en su vida familiar: con su mujer, y a menudo utilizando sus niños y sus nietos como modelos. Millais también utilizó a su cuñada Sophy Gray, entonces una adolescente, como modelo de algunos cuadros impactantantes de finales de la década de 1850, lo que ha sugerido la posibilidad de un enamoramiento mutuo.

## Últimos años
Su separación de Ruskin le obligó a perder algunas de sus relaciones sociales. En su condición de separada, no se le permitía estar en presencia de la Reina Victoria, no pudiendo ser invitada a los acontecimientos en los que la Reina estaba presente. Con anterioridad a la anulación matrimonial, había sido socialmente muy activa, y esto molestaba a su marido considerablemente, a pesar de que sus conocidos estaban preparados para contemplar su caso con simpatía. Finalmente, cuándo Millais agonizaba, la Reina cedió a través de la intervención de su hija la Princesa Luisa, permitiendo a Gray acudir a un acto oficial. Dieciséis meses después de la muerte de Millais, Effie murió en Bowerswell el 23 de diciembre de 1897. Fue enterrada en el patio de la iglesia de Kinnoull en Perth, que aparece en el cuadro de Millais titulado The Vale of Rest.

## En el teatro y la literatura
Su matrimonio con Ruskin e idilio subsiguiente con Millais ha sido dramatizado en muchas ocasiones:
- The Love of John Ruskin (1912) película muda acerca de Ruskin, Gray y Millais.
- The Love School (1975) serie de la BBC acerca de los Pre-Rafaelistas, con Anne Kidd (Gray), David Collings (Ruskin) y Peter Egan (Millais)
- John Ruskin's Wife (1979) una novela acerca de la relación, firmada por Eva McDonald.
- Dear Countess (1983) un radio drama de Elizabeth Morgan, con Derek Jacobi (Ruskin), Bridget McCann (Gray), Timothy West (Old Mr Ruskin) y Michael Fenner (Millais). La autora interpretó a la madre de Ruskin.
- The Passion of John Ruskin (1994), cortometraje dirigido por Alex Chappel, con Mark McKinney (Ruskin), Neve Campbell (Gray) y Colette Stevenson (voz de Gray).
- "Modern Painters" (opera) (1995) opera acerca de Ruskin, Gray y Millais, música de David Lang, libreto de Manuela Hoelterhoff.
- Parrots and Owls (1994) radio drama de John Purser acerca de los hermanos O'Shea, en el que Gray aparece como una amiga de James O'Shea y sus problemas matrimoniales son comentados.
- The Countess, (1995) un drama escrito por Gregory Murphy acerca de la rotura del matrimonio entre Ruskin y Gray.
- The Order of Release (1998) radio drama de Robin Brooks acerca de Ruskin (Bob Peck), Gray (Sharon Small) y Millais (David Tennant).
- The Woman Who Gave Birth to Rabbits (2002), una colección de cuentos cortos por Emma Donoghue, con la historia Come, Gentle Night acerca de la noche de bodas de Ruskin y Gray.
- Mrs Ruskin Archivado el 22 de abril de 2008 en Wayback Machine. (2003), drama de Kim Morrissey acerca de la ruptura matrimonial y la viciada relación de Gray con la dominante madre de Ruskin.
- Desperate Romantics (2009), serie de seis capítulos de la BBC acerca de la hermandad de los Pre-Rafaelistas. Gray es interpretada por Zoe Tapper.
- Effie Gray (2014), película producida por Emma Thompson con Dakota Fanning como Effie, Tom Sturridge como Millais y Greg Wise como Ruskin.[8]